# Rest of My Life
Rest of My Life ist die dritte Single des US-amerikanischen Rappers Ludacris. Hierbei traten der ebenfalls US-amerikanische Sänger Usher und der französische DJ David Guetta als Gastmusiker in Erscheinung.

## Hintergrund und Komposition
Rest of My Life wurde von Christopher Bridges und Usher Raymond IV geschrieben, von David Guetta komponiert und ist 3:52 lang. Es besteht aus Rap-Versen von Ludacris, Gesang von Usher und eine instrumentale House-Hookline von David Guetta. Diese erinnert stark an Afrojacks Can’t Stop Me.

## Musikvideo
Das Musikvideo zu Rest of My Life feierte seine Premiere am 11. November 2012 auf Ludacris’ offiziellem YouTube-Channel. Es zeigt Ludacris und Usher auf einer am Anfang vernebelten Straße, während Guetta auf einer dunklen Bühne erscheint.

## Rezeption

### Charts
Rest of My Life stieg auf Platz 32 in die deutschen Singlecharts ein. Außerdem erreichte das Lied die Charts in Österreich (Platz 35), Vereinigte Staaten (Platz 72) und Australien (Platz 16).

### Kritik
DJ Booth lobte Rest of My Life als powerreichen Clubbanger.